# Öja (Schweden)
Öja ist eine Insel im Stockholmer Schärengarten. Sie liegt südlich von Torö in der Kommune Nynäshamn. Landsort ist der Name der Südspitze der Insel mit der Hauptsiedlung der Insel und dem Leuchtturm.
Die Insel ist lang und schmal: Sie hat eine Breite von etwa 560 Metern und ist 4,2 Kilometer lang, bei einer Fläche von etwa 2,2 km². Im Norden der Insel überwiegt eine Waldfläche, im Süden liegt der Ort Landsort. An der Südspitze liegt das Landsorts fyr, der älteste immer noch genutzte Leuchtturm Schwedens. Er wurde vom niederländischen Kaufmann Johan van der Hagen 1658 in Auftrag gegeben und gebaut. Nach dem Leuchtfeuer ist eine Schiffsklasse der Schwedischen Marine benannt. 
Die schwedische Seenotrettung Sjöräddningssällskapet (SSRS) hat immer mindestens ein Boot im Hafen von Landsort stationiert. Traditionell waren die meisten Inselbewohner als Lotsen für die Handelsschifffahrt in den Gewässern vor Nynäshamn und Stockholm tätig. 
In Bredmar etwas nördlich von Landsort liegt die Landsorts fågelstation (Vogelwarte Landsort). Die Vogelberingung begann bereits in den 1970er Jahren auf der Insel; die Vereinigung, die heute die Station betreibt, wurde aber erst 1988 gegründet.